# Vespa simillima
Vespa simillima är en getingart som beskrevs av Smith 1868. Vespa simillima ingår i släktet bålgetingar, och familjen getingar.

## Underarter
Arten delas in i följande underarter:
- V. s. simillima
- V. s. flavata
- V. s. mongolica

## Beskrivning
Vespa simillima har svart grundfärg, med förhållandevis mycket gula markeringar. På bakkroppen tar dessa formen av breda, gula ränder. Mängden gult, speciellt på mellankroppen, varierar mellan underarterna. Arten är en relativt liten bålgeting; arbetarnas längd varierar mellan 17 och 23 mm.

## Ekologi
Boet byggs främst i träd, men kan också förläggas vid eller i byggnader. De största bona kan bli över en meter i diameter.

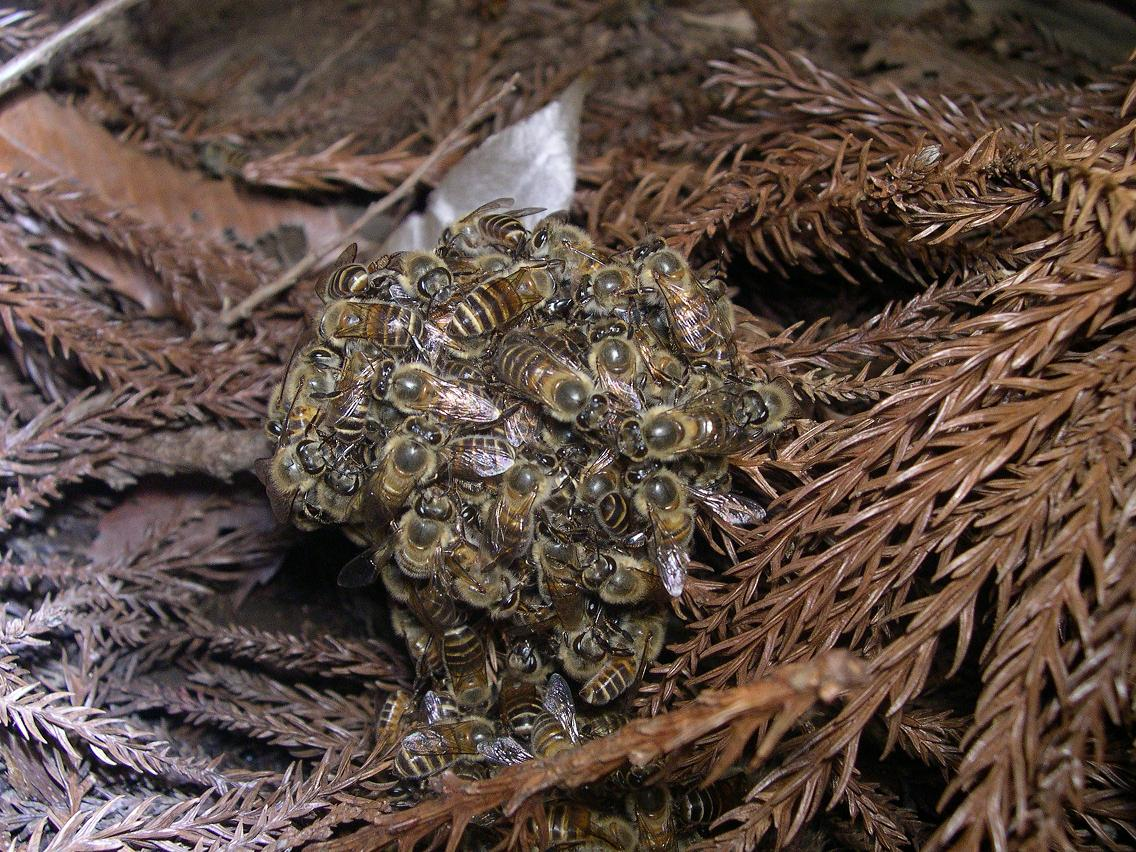
Östasiatiska bin som värmer ihjäl en inträngande Vespa simillima.

Getingen tränger gärna in i bibon för att fånga larver och vuxna bin till föda åt sina larver, Det östasiatiska biet, som är vanligt i det område Vespa simillima lever i, har emellertid utvecklat en effektiv skyddsstategi mot denna och andra rovgetingar. När getingar kommer attackeras de omedelbart av en svärm honungsbin som omger dem på alla håll och börjar vibrera sina flygmuskler på samma sätt som de gör när de ska värma kupan under kyliga dagar. Detta får temperaturen att öka till 45–46° och getingarna dör. Bina själva tål högre temperaturer och påverkas inte.

## Utbredning
Arten förekommer i Japan, Korea och asiatiska Ryssland.

## Bildgalleri

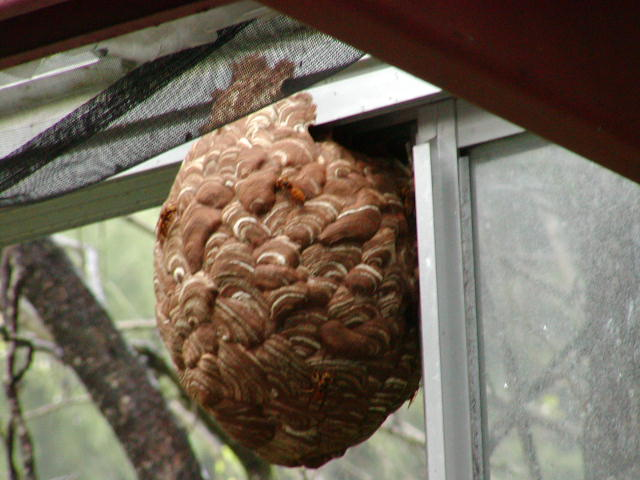
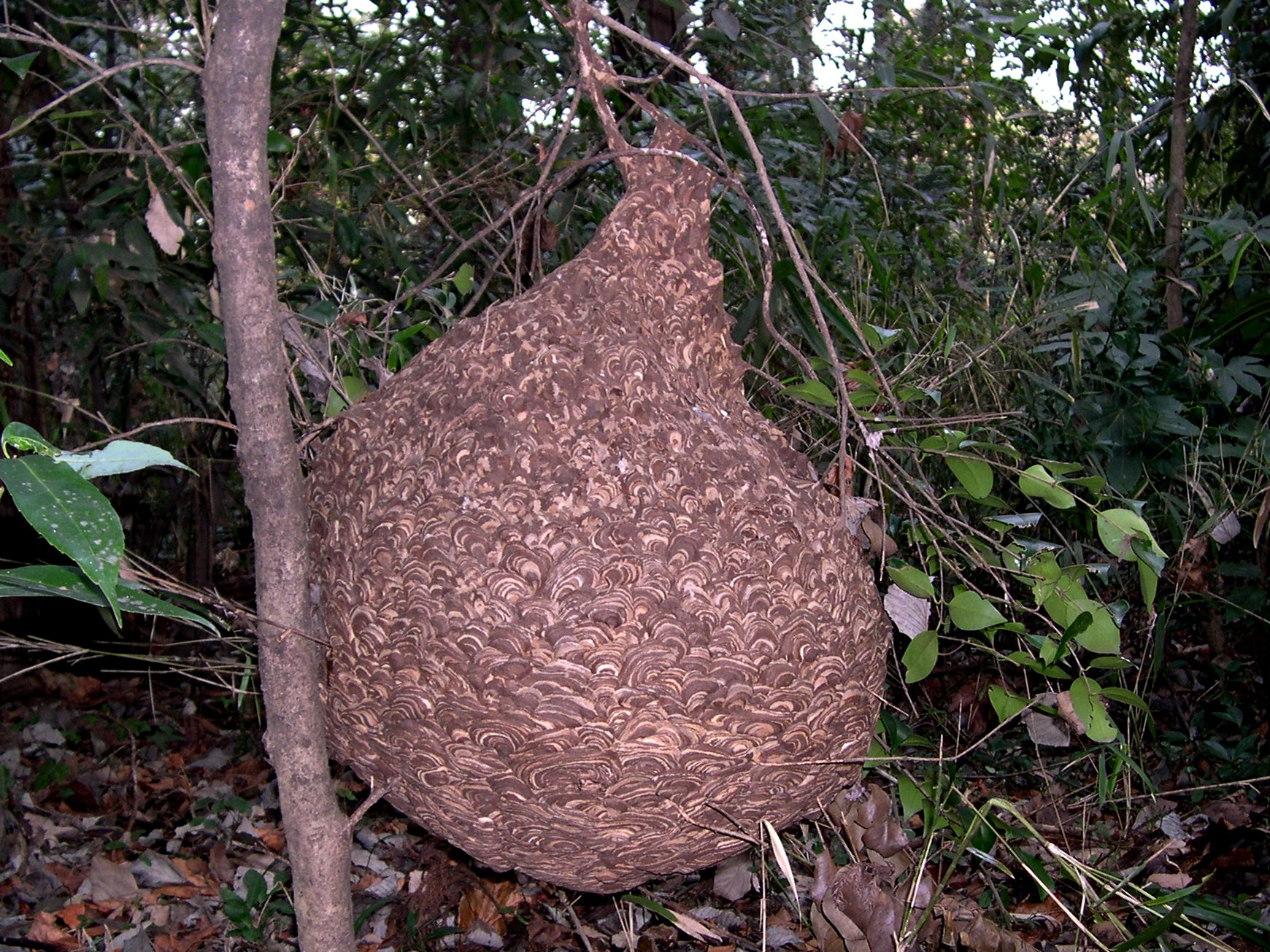
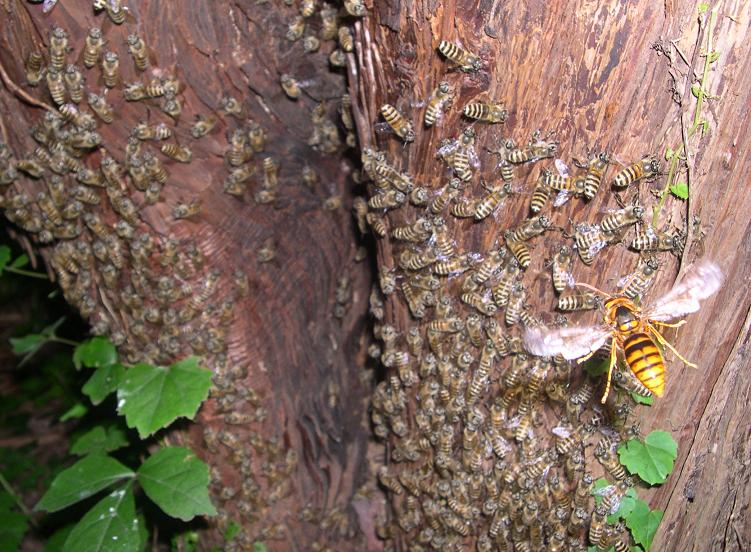